# Filipe Coutinho

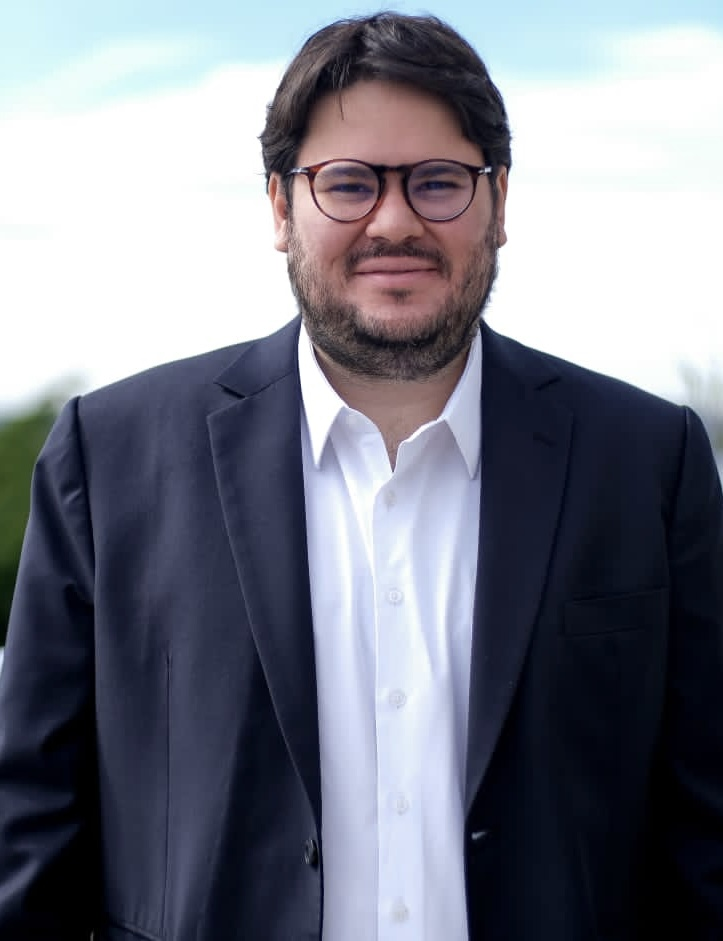
Filipe Coutinho, jornalista brasileiro

Filipe Coutinho, nascido em Londrina, é jornalista e consultor, especialista em estratégia e gerenciamento de crise. 
Foi repórter investigativo por dez anos, com passagens pelos veículos Folha de S. Paulo, ÉPOCA [], Buzz Feed News [] e Crusoé []. É vencedor de um Grande Prêmio Esso, Prêmio Embratel e Grande Prêmio Folha. 
É um dos citados entre os autores das 100 reportagens mais importantes da história da Folha de S.Paulo, por ocasião da celebração do centenário do jornal []. 
Graduado em jornalismo pelo IESB-DF e pós-graduado em Finanças, Investimento e Banking pela PUC-RS. Estudou gerenciamento de crise no MIT (Instituto de Tecnologia de Massachusetts). 

Foi repórter investigativo por dez anos, com passagens pelos veículos Folha de S. Paulo, ÉPOCA (https://www.portaldosjornalistas.com.br/jornalista/filipe-coutinho/), Buzz Feed News [] e Crusoé []. É vencedor de um Grande Prêmio Esso, Prêmio Embratel e Grande Prêmio Folha. 
- Premiações

1. 2010 -  Grande Prêmio Folha de Jornalismo - Série de reportagens da Folha de S. Paulo publicadas sobre a ex-ministra Erenice Guerra. Premiados: Rubens Valente, Andreza Matais, Fernanda Odilla e Filipe Coutinho. []
2. 2012 - Grande Prêmio Esso - Série de reportagens da Folha de S. Paulo  sobre o ex-presidente da CBF, Ricardo Teixeira. Premiados: Sérgio Rangel, Filipe Coutinho, Julio Wiziack, Leandro Colon e Rodrigo Mattos. []
3. 2013 - Prêmio Embratel, categoria Esporte - Série de reportagens da Folha de S. Paulo sobre o ex-presidente da CBF, Ricardo Teixeira. Premiados: Sérgio Rangel, Filipe Coutinho, Julio Wiziack, Leandro Colon e Rodrigo Mattos. []
4. 2013 - Prêmio Esso - finalista. Série de reportagens sobre o uso de jatinho da FAB por autoridades, publicadas pelos jornalistas Leandro Colon, Vera Magalhães e Filipe Coutinho na Folha de S. Paulo. []
5. 2020 - 1º Primeiro Prêmio IGP de Jornalismo e Justiça - Jornalista responsável pela organização do prêmio promovido pelo Instituto de Garantias Penais []
6. 2020 4º Prêmio Policiais Federais de Jornalismo - Jurado

[]
- Consultor de Imagem e Gerenciamento de Crises

Em 2019, fundou firma especializada em gerenciamento de crise, estratégia e imagem, sediada em Brasília. 
[